# Чинкин, Минулла Низаметдинович
Минулла Низаметдинович Чинкин (4 июня 1931, Полевые Бикшики, Шихирдановский район, Чувашская АССР, РСФСР — 8 января 2014, Набережные Челны, Российская Федерация) — советский и российский тренер по лёгкой атлетике, заслуженный тренер РСФСР.

## Биография
Являлся основателем школ лёгкой атлетики в гг. Альметьевск и Набережные Челны.
С 1973 в г. Набережные Челны: старший тренер спортивного клуба «КАМАЗ».
В 1994—1995 гг. — тренер-преподаватель Центрального клуба Госкомспорта Республики Татарстан.
С 1995 г. — старший тренер спорткомплекса «Набережночелнинский», затем спортивной детско-юношеской школы олимпийского резерва «Яр Чаллы». Одновременно в 1983—1989 гг. — тренер сборной команды СССР по марафонскому бегу.
Воспитал многих известных легкоатлетов, в числе которых олимпийская чемпионка Гульнара Галкина-Самитова.

## Награды и звания
- Заслуженный работник физической культуры Татарской АССР (1988),
- заслуженный тренер РСФСР (1989),
- заслуженный тренер Республики Татарстан (2004).
- Почётный гражданин г. Набережные Челны.